# Замок Баллихак
Замок Баллихак (англ. Ballyhack Castle; ирл. Caisleán Baile Hac, Caisleán Baile Each) — один из замков Ирландии, расположенный в графстве Уэксфорд. Название замка в переводе с ирландского означает «город коня», а второе название означает «Место остановки», «стойбище», «стойло».

## История
Замок Баллихак был построен в XV веке рыцарями госпитальерами около 1480 года. Хотя существует гипотеза, что на этом месте был замок еще в XI веке. Во время гражданской войны на Британских островах, во время ирландского восстания за независимость в 1641 году замок был взят штурмом войсками Оливера Кромвеля. Затем замок был использован для заключения перемещенных лиц перед тем как их отправляли в изгнание. В таком качестве замок использовался до 1652 года.
Замок Баллихак был отреставрирован и открыт для публики. В замке есть музей и экспозиции, рассказывающие про Крестовые походы, о викингах, о норманнов и о средневековых монахов. В замке имеется: темница, камера для казней, фигуры исторических лиц. Сейчас замок является национальным памятником истории и культуры Ирландии.